# 丹尼尔·芒努松
丹尼尔·芒努松（瑞典語：Daniel Magnusson，2000年3月8日—），瑞典男子冰壶运动员。他曾代表瑞典参加2022年冬季奥林匹克运动会冰壶比赛，获得一枚金牌。他也曾数次获得世界冰壶锦标赛奖牌。